# 愛知県道291号米津碧南線
愛知県道291号米津碧南線（あいちけんどう291ごう よねづへきなんせん）は、愛知県西尾市米津町から同県碧南市中江町に至る一般県道である。

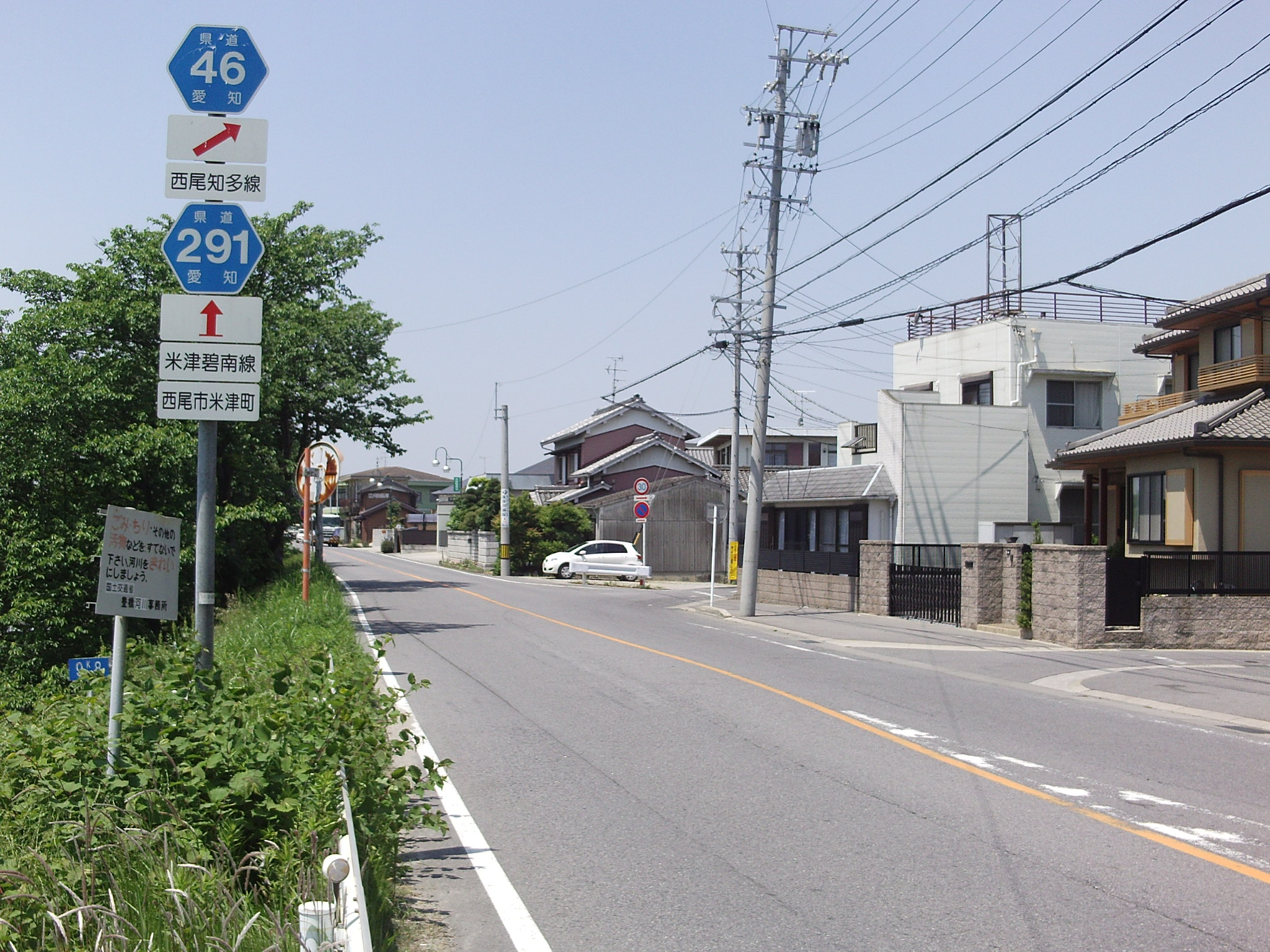
西尾市の米津町。米津橋付近。ここから上塚橋西まで矢作川の右岸を沿うようにして通る。

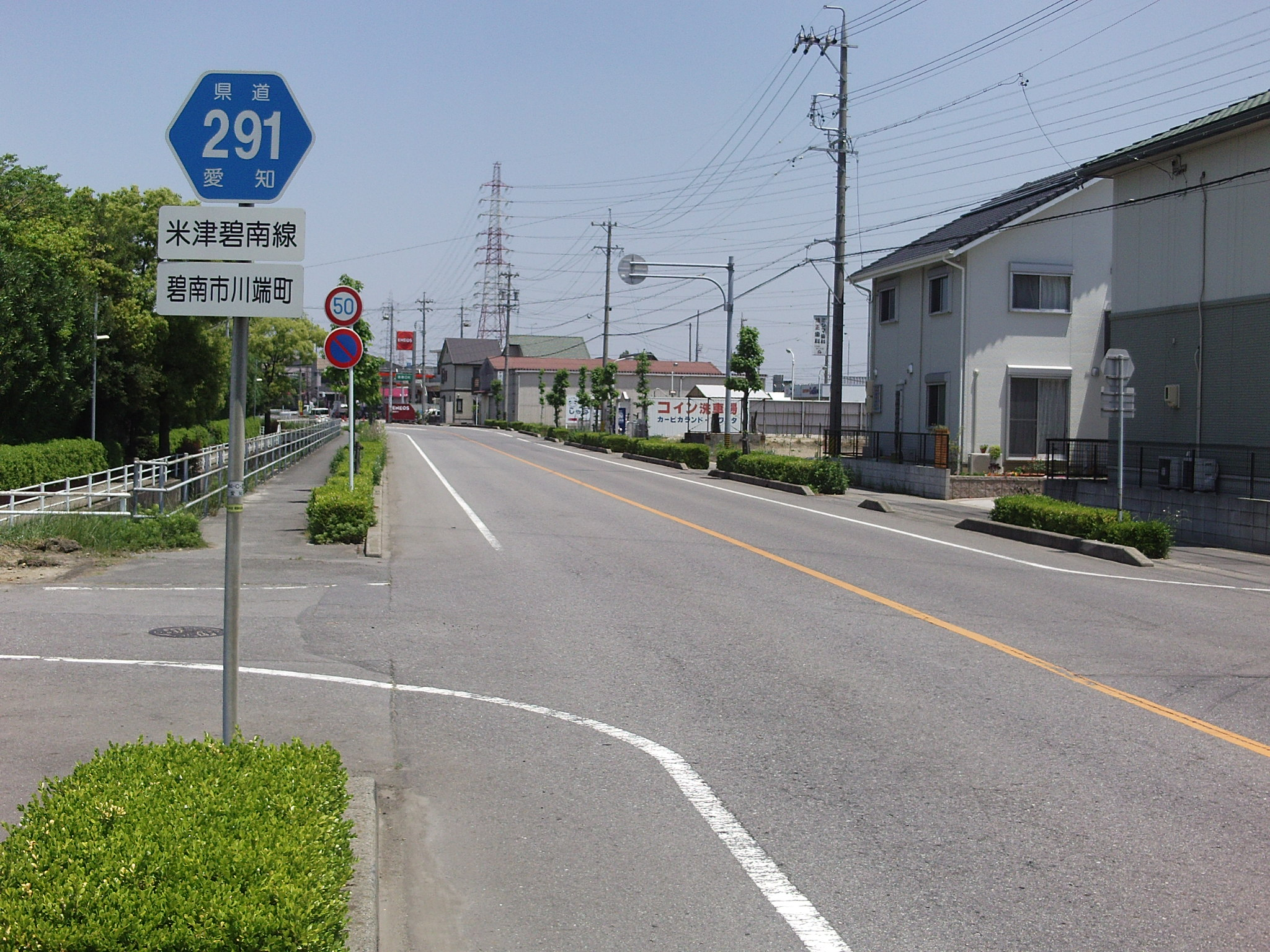
碧南。蜆川の右岸。

## 概要
愛知県道44号岡崎西尾線から直進継承して、上塚橋までは矢作川の支流・鹿乗川の右岸堤防上を通り一気に碧南市に入る。突当りを右に折れて碧南市街地の南を通過し、再び矢作川に近付いて国道247号との交点に至る。

### 路線データ
- 起点：愛知県西尾市米津町
- 終点：愛知県碧南市中江町

## 沿革
- 1965年11月29日 認定

## 通過する自治体
- 愛知県
  - 西尾市
  - 碧南市

## 接続する道路
- 愛知県道44号岡崎西尾線・愛知県道12号豊田一色線（米津橋北交差点）
- 愛知県道46号西尾知多線（米津橋北交差点・西尾市米津町地内間で重複）
- 愛知県道301号西尾新川港線（上塚橋西交差点・鷲塚町1丁目交差点間で重複）
- 愛知県道303号平坂福清水線・愛知県道383号蒲郡碧南線（両線重複、伏見屋交差点）
- 愛知県道43号岡崎碧南線（棚尾橋西交差点）
- 国道247号（矢作川大橋西交差点）

## 沿線
- 名鉄西尾線 米津駅
- ピアゴ碧南東店